# Laophonte dominicalis
Laophonte dominicalis is een eenoogkreeftjessoort uit de familie van de Laophontidae. De wetenschappelijke naam van de soort is voor het eerst geldig gepubliceerd in 1935 door Albert Monard.